# Paradise Run
Paradise Run è un programma televisivo americano che è stato presentato in anteprima su Nickelodeon il 1º febbraio 2016 e si è concluso il 26 gennaio 2018. Il programma è presentato da Daniella Monet.

## Struttura
Al Hilton Waikoloa Village alle Hawaii, tre squadre di due bambini corrono per la zona in competizione in tre diverse sfide che vengono loro offerte dall'host Daniella Monet attraverso le tavolette fornite a loro. Le squadre sono ordinate per Team Makani, che è hawaiano per "vento", Team Nalu, che è hawaiano per "onda", e Team Ahi, che è hawaiano per "fuoco". Dopo aver seguito le indicazioni fornite per completare ogni sfida, devono prendere un souvenir, fare un selfie sul tablet e inviarlo a Daniella. Una volta completate tutte e tre le sfide, devono risolvere un indovinello sulla posizione del traguardo. La risposta dell'enigma è una suite in cui Daniella e i genitori delle squadre stanno aspettando, e la squadra deve correre lì. La prima squadra che raggiunge il traguardo vince quattro giorni alle Hawaii.

## Episodi
| Stagione         | Episodi | Prima TV USA | Prima TV Italia |
| ---------------- | ------- | ------------ | --------------- |
| Prima stagione   | 20      | 2016         | 2018            |
| Seconda stagione | 20      | 2016-2017    | 2018            |
| Terza stagione   | 30      | 2017-2018    | 2018            |

## Distribuzione
Negli Stati Uniti d'America il programma è andato in onda in prima TV su Nickelodeon.
In Italia la serie viene trasmessa in prima TV su Nickelodeon.